# Orchestre national de Cannes
L'Orchestre national de Cannes (orchestre national en région)  est un orchestre symphonique de 37 musiciens créé en 1975 et basé à Cannes, en France.

## Histoire
L'Orchestre de Cannes est une formation symphonique française créée en 1975 par Philippe Bender.
Initialement basé à Nice, sous le nom d'Orchestre de Provence-Côte d'Azur, l'ensemble succède à l'Orchestre de chambre Nice-Côte d'Azur de l'ORTF.
En 1980, l'orchestre s'installe à Cannes. Depuis, il se produit dans l'ensemble de la région Provence-Alpes-Côte d'Azur.
De nos jours, l'orchestre assure une mission pédagogique et sociale notable au sein de son territoire de rayonnement, en consacrant près de 10 % de son budget à offrir de la musique en partage.
Le 14 janvier 2022, l'Orchestre se voit attribuer le label « Orchestre national en région », décerné par la ministre de la Culture, Roselyne Bachelot et devient Orchestre national de Cannes,.

## Direction
- Philippe Bender le dirige durant trente-huit ans jusqu'en 2013, en tant que directeur artistique et chef permanent [4],[5],[6],[7],[8].

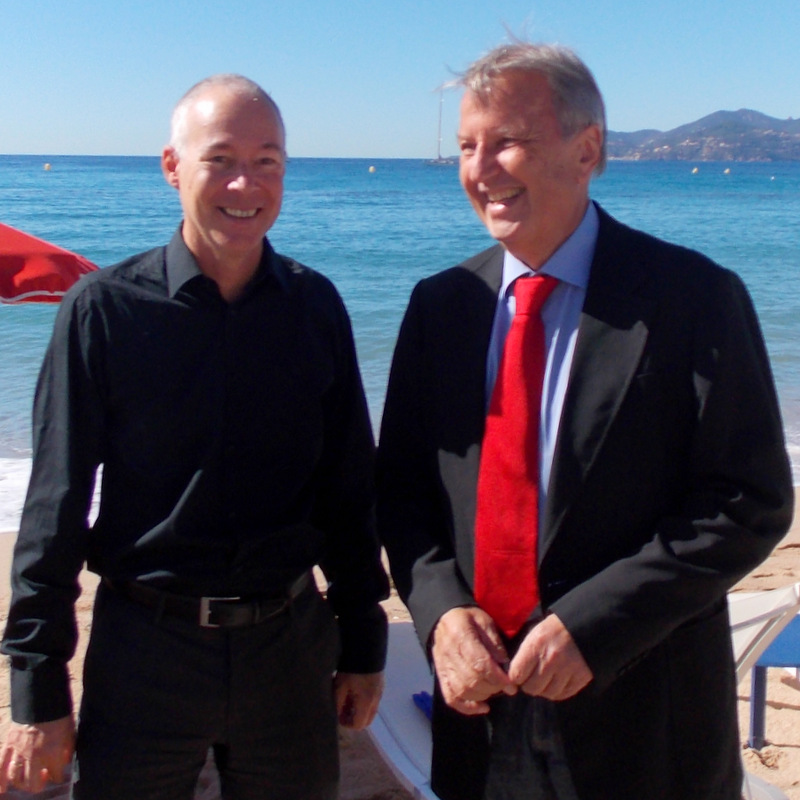
Philippe Bender et Wolfgang Doerner en septembre 2013 lors de la passation de direction de l'Orchestre

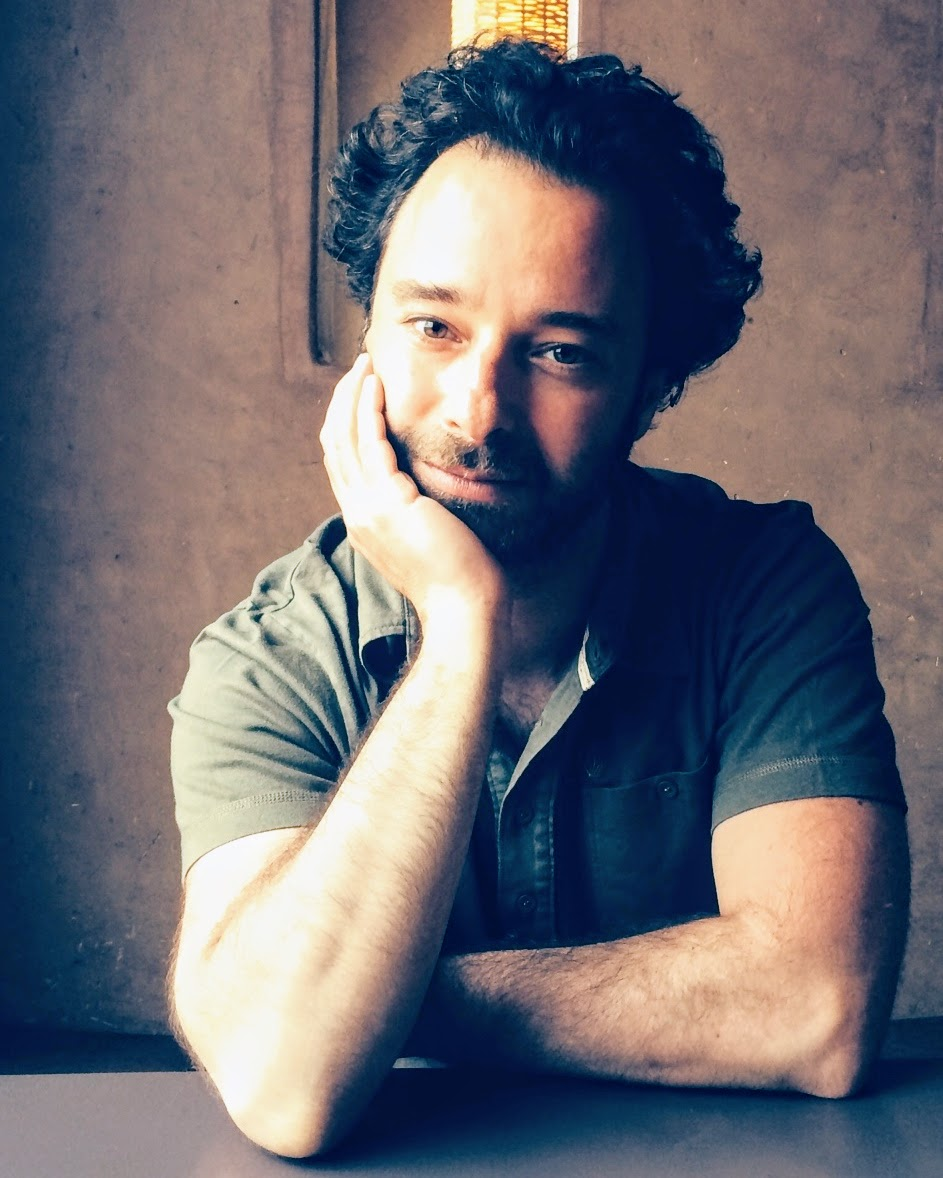
Benjamin Levy.

- Le chef d'orchestre autrichien Wolfgang Doerner lui succède de septembre 2013 à août 2016[9],
- Benjamin Levy prend la succession à partir du 1er novembre 2016[10],[11], donnant son premier concert le vendredi 13 janvier 2017[12]. Il est reconduit pour 3 ans en juin 2021[13].

## Fonctionnement

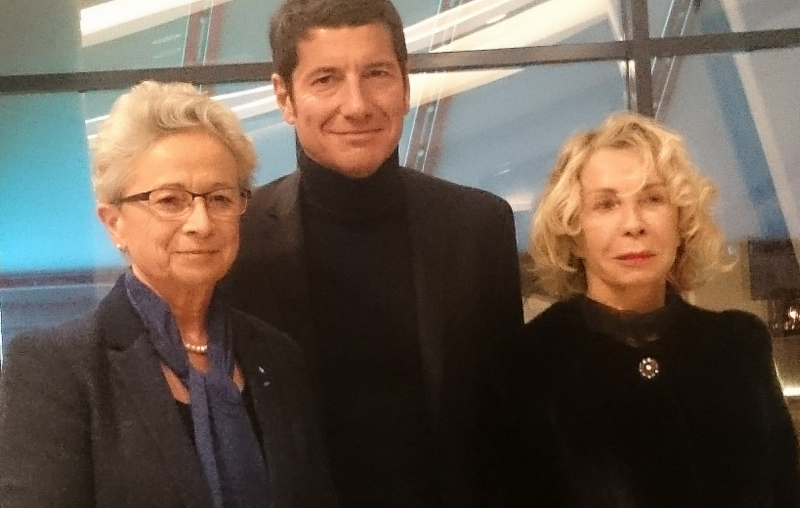
Hommage à Catherine Morschel, directrice administrative de l'Orcpaca, lors de son départ à la retraite, par David Lisnard, maire de Cannes et Anny Courtade, présidente de l'orchestre

Constitué en association loi de 1901, présidée par Anny Courtade, l'Orchestre régional de Cannes-Provence-Alpes-Côte d'Azur est financé par le ministère de la Culture, la Ville de Cannes, le Département des Alpes-Maritimes et la Région Provence-Alpes-Côte d'Azur, complété par des recettes issues notamment de la billetterie. Depuis 2000, l'Orchestre est aidé financièrement par un club d'entreprises mécènes du Sud-Est de la France : Andantino.
Son administration est assurée par Catherine Morschel depuis l'origine jusqu'à son départ à la retraite le 31 décembre 2015.
Investi d'une mission de service public culturel, il se produit sur toute la région, avec à son actif une centaine de prestations annuelles réparties entre Cannes, dans les Alpes-Maritimes, et en Provence-Alpes-Côte d'Azur. Il est parfois associé à d'autres formations régionales, dont le Chœur régional Provence-Alpes-Côte d'Azur, réunissant le Vocal Côte d'Azur de Nicole Bianchi, basé à Cagnes-sur-Mer et le Vocal Provence de Vincent Recolin, d'Aix-en-Provence.
Depuis 2004, l'Orchestre bénéficie d'un lieu mis à sa disposition par la ville de Cannes, la salle des Arlucs dans le quartier de La Bocca, comprenant un auditorium de 200 places, une salle de réception et des bureaux pour l'administration de l'Orchestre. L'auditorium sert pour les répétitions de l'Orchestre et du chœur Andantino, mais également pour des concerts grand public, des séances pour les scolaires et des répétitions commentées. S'y sont produits des artistes tels que Zhong Xu, pianiste et chef de l'orchestre de Shanghai, Brigitte Engerer, Frédéric Lodéon, Marthe Villalonga.
Le bilan de l'orchestre est jugé satisfaisant[Par qui ?] : 85 concerts par an, dont une vingtaine dans la région, et plusieurs à l'étranger ; une PME de 55 salariés, dont 37 musiciens ; un budget de l'ordre de 4,3 M€, avec un apport substantiel de l'association Andantino. Mais en 2012, les effets de la crise commencent à se faire sentir. Les budgets des institutions (État, Conseil régional, Conseil général, Ville de Cannes) commencent à se restreindre. Pour maintenir une programmation satisfaisante, des actions se mettent en place, comprenant la baisse des cachets des solistes et des chefs invités, ainsi que la baisse du prix des places par la création de « pass » famille et de tarifs jeunes.

## Activités culturelles

### Concerts
L'Orchestre régional de Cannes-Provence-Alpes-Côte d'Azur se distingue dans de nombreux types de concerts, réguliers ou exceptionnels.

#### Concerts de saison
Durant ses concerts en Provence-Alpes-Côte d'Azur l'orchestre accueille des solistes tels que :

##### Pianistes
Les pianistes Paul Badura-Skoda, Boris Berezovsky, Frank Braley, Nicolas Bringuier,, Gvantsa Buniatishvili, Khatia Buniatishvili,, Bertrand Chamayou, Aldo Ciccolini, Jean-Philippe Collard, Jean Dubé, François-René Duchâble, François Dumont, Abdel Rahman El Bacha, Thomas Enhco, Brigitte Engerer, David Fray,, Jonathan Gilad, Hélène Grimaud, David Kadouch, Marielle et Katia Labèque, Adam Laloum, Vahan Mardirossian, Nikolaï Luganski, Dimitri Naïditch,, Jean-Claude Pennetier, Anne Queffélec, Bruno Rigutto, Pascal Rogé, Emmanuel Strosser, Gabriel Tacchino, Alexandre Tharaud, Jean-Yves Thibaudet, Nobuyuki Tsujii ;

##### Violonistes et altistes
- les violonistes Pierre Amoyal, Gilles Apap[47], Camille Berthollet[48], Renaud Capuçon[49], Olivier Charlier, Nicolas Dautricourt[50], Berthilde Dufour[51], Thomas Enhco[30], Patrice Fontanarosa, Jean-Jacques Kantorow, Nigel Kennedy, Sergey Khachatryan[52], Laurent Korcia[53],[54],[55], Geneviève Laurenceau[56], Sarah Nemtanu, Solenne Païdassi (lauréate du Concours Long-Thibaud-Crespin en 2010)[57], Nemanja Radulović[58], Vadim Repin[59], Valeriy Sokolov[60], Alexandra Soumm ;
- l'altiste Altin Tafil[51].

##### Violoncellistes
Les violoncellistes Gautier Capuçon,, Anne Gastinel, Natalia Gutman, Gary Hoffman, Victor Julien-Laferrière, Mischa Maisky, Xavier Phillips, Mstislav Rostropovitch, Tatjana Vassiljeva.

##### Harpiste
Le harpiste Xavier de Maistre.

##### Instruments à vent
- la clarinettiste Sabine Meyer ;
- le hautboïste Vincent Tizon
- le tromboniste Fabrice Millischer ;
- le bassoniste Nicolas Favreau
- le corniste David Guerrier[67] ;
- les trompettistes Alison Balsom[68], David Guerrier[67], Romain Leleu ;
- les flûtistes Jeanne et James Galway[69], Emmanuel Pahud[70],[71] ;
- les accordéonistes Richard Galliano[39], Félicien Brut[72].

##### Artistes lyrique
Les œuvres lyriques accueillent des chanteurs ou chanteuses de renom, dont :
- la mezzo-soprano Jennifer Larmore[73].

##### Artistes populaires
Le 16 février 2019, l'orchestre, sous la direction de Didier Benetti, accueille une grande chanteuse populaire, Jane Birkin, accompagnée du pianiste Nobuyuki Nakajima, qui composa des arrangements délicats des chansons de Serge Gainsbourg. Pour la circonstance, c'est le grand auditorium Lumière du Palais des festivals de Cannes et ses 2 400 places qui accueille cette prestation.

##### Chefs d'orchestre
Des chefs en prennent également temporairement la direction, tels Antonello Allemandi,, Darrell Ang, John Axelrod, Pavel Baleff, Gisele Ben-Dor (en), Roberto Benzi, Wolfgang Doerner, Philippe Entremont, Roberto Forés Veses, Eun Sun Kim,, Emmanuel Leducq-Barôme, Frédéric Lodéon, Jean-Claude Malgoire, Christophe Mangou, Dimitri Naïditch, Grzegorz Nowak, Jonathan Schiffman, Noam Sheriff, Michel Tabachnik, Maximiano Valdés (en), Arie van Beek et Zhong Xu.

##### Récitants
Pour le premier concert de l'année 2018, le samedi 6, Benjamin Levy inaugure une formule associant un récitant comédien, Jean Manifacier, animant au grand plaisir du public cette soirée.

#### Concerts du vendredi
À partir de la saison 2013-2014, l'Orchestre innove dans sa programmation de sa quinzaine de concerts de saison, programmés les dimanches après-midi, en en donnant quelques-uns les vendredis soir, permettant de s'adresser à un public plus varié.

#### Saison 2014-2015
Le 3 juin 2014, l'Orchestre présente à la Presse sa saison 2014-2015. Le nouveau directeur musical Wolfgang Doerner a composé un menu festif où la musique classique flirte avec le hip-hop et le jazz pour s'ouvrir au large public.

#### Format de chambre
À partir de la saison 2014-2015, débute, à l'initiative du nouveau directeur musical Wolfgang Doerner, des concerts de musique de chambre, "Les Mardis de l'Orchestre", interprétés par des musiciens de l'Orchestre selon des programmes élaborés par eux-mêmes,.

#### Concert du trentième anniversaire de l'Orchestre
Le 30 avril 2006, l'orchestre fête son trentième anniversaire,, au cours d'un concert de trois heures au Théâtre Debussy du palais des festivals et des congrès de Cannes en présence d'interprètes amis de Philippe Bender et de l'Orchestre : Olivier Charlier, Brigitte Engerer, Gabriel Tacchino.

#### Concert exceptionnel pour fêter les 10 ans d'Andantino
Le 8 décembre 2010, pour fêter ses dix années d'existence, l'association Andantino coorganise avec les Rencontres cinématographiques de Cannes (RCC), une soirée mêlant cinéma et musique : l'orchestre, dirigé par Philippe Bender, accompagne la projection du film muet La Passion de Jeanne d'Arc de Carl Theodor Dreyer, en interprétant la musique composée spécialement par Jo van den Booren,.

#### Concert exceptionnel alliant musique, danse et sport
Le 21 septembre 2011, une rencontre est organisée entre l’orchestre, le pianiste François-René Duchâble, les danseuses de l'École supérieure de danse de Cannes Rosella Hightower et les joueuses du RC Cannes au palais des Victoires de Cannes devant plus de 2 000 spectateurs. L'idée de faire se rencontrer le sport, la danse et la musique revient à Anny Courtade, présidente du RC Cannes et de l'Orchestre, et Philippe Bender.
Le 16 décembre 2017, dans le cadre du festival de danse de Cannes, l'Orchestre, dirigé par son chef attitré Benjamin Levy, interprète Carmina Burana de Carl Orff, dans le grand auditorium du palais des festivals et des congrès de Cannes, accompagné, dirigé par le chorégraphe Claude Brumachon, par :
- les chœurs Philharmoniques de Nice[92], l'ensemble vocal Syrinx, et les enfants du conservatoire de Cannes,
- les solistes Marion Tassou, soprano ; Christophe Berry, ténor ; Jean-Christophe Lanièce, baryton
- le ballet du grand théâtre de Genève sous la direction de Philippe Cohen.

Au total plus de 250 artistes étaient réunis sur la scène,.

#### Concerts médiatisés
L'Orchestre a également participé à des émissions de radio et de télévision comme Le Carrefour des orchestres, Le Grand Échiquier, Musiques au cœur ou les Victoires de la musique classique.

#### Concert de début de saison

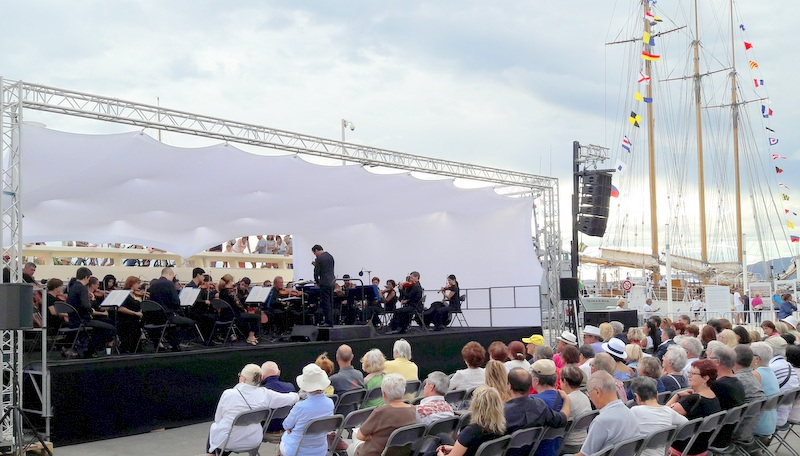
L'Orchestre joue sur le port Canto

Le 18 septembre 2016, l'Orchestre innove, grâce à une initiative de la ville de Cannes, en présentant la saison à venir lors d'un concert gratuit sur le port Canto, dans le cadre des journées européennes du patrimoine.
Sous la direction d'un chef invité, Benjamin Levy, l'Orchestre interprète des extraits de morceaux qui seront joués lors des principaux concerts de saison 2016-2017, en les commentant, parfois avec humour, pour la plus grande compréhension de la musique classique devant ce parterre pas forcément spécialiste :
- Ouverture des Créatures de Prométhée de Ludwig van Beethoven
- 1er mouvement de la Symphonie nº 40 de Mozart
- Ouverture d'Orphée aux Enfers de Jacques Offenbach
- Ballet de Geneviève de Brabant du même Jacques Offenbach
- Finale de la Symphonie nº 7 de Beethoven
- Extrait du Voyage dans la Lune du "Grand ballet des flocons de neige" du même Offenbach
- Finale de la Symphonie nº 1 de Prokofiev
- Medley de Glenn Miller avec arrangement de Jean-Christophe Di Costanzo[95].

#### Concerts avec un autre orchestre

##### Rapprochement avec l'orchestre de Nice

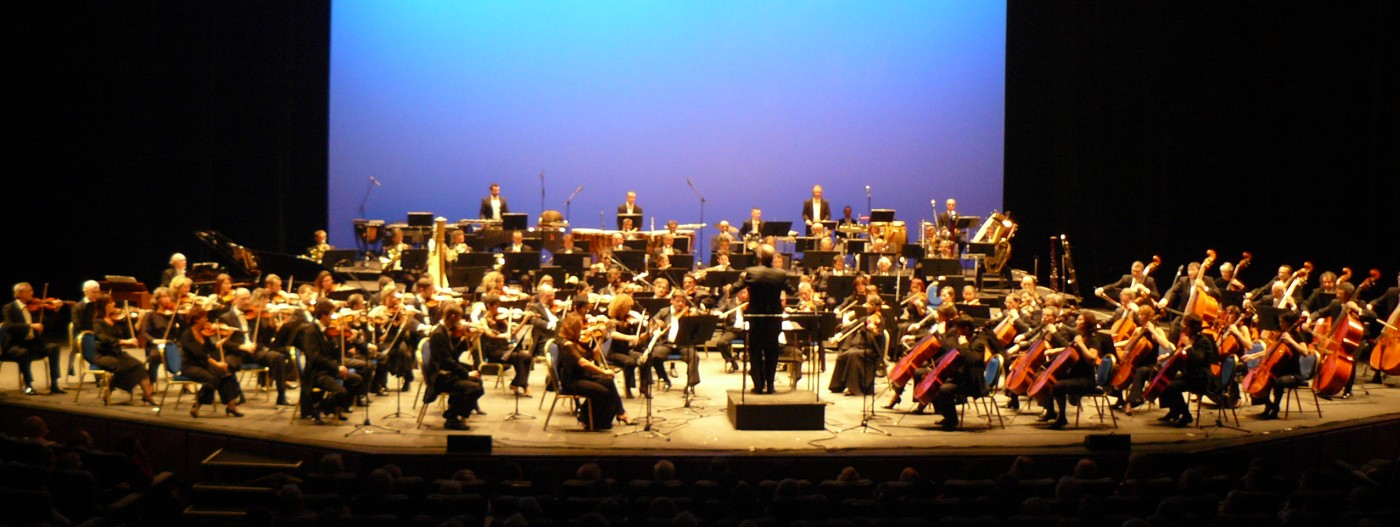
Philippe Bender dirige les deux orchestres lors de la manifestation C'est pas classique, Nice, 2009

Même si les deux structures devraient conserver leur identité propre, l'Orchestre philharmonique de Nice et l’Orchestre régional de Cannes entérinent, en juillet 2009, un projet de rapprochement avec pour objectif d’aboutir à terme à une mutualisation de leurs moyens,.
Lors du concert final de la manifestation C'est pas classique, à Nice le 8 novembre 2009, les deux orchestres jouent ensemble sous la direction de Philippe Bender des extraits de West Side Story et le dernier mouvement de la Symphonie n° 1 de Mahler.
Début 2010, en pleine période de crise qui a entraîné la diminution des subventions du conseil général de 20 % en 2009, l'union entre les deux orchestres niçois et cannois semble compromise. Des divergences sont apparues après les départs d'Hubert Tassy, directeur général adjoint des services de Nice chargé de la Culture et fervent partisan du rapprochement, et Muriel Marland-Militello, adjointe à la Culture de Nice qui, elle, s'y oppose. Le projet est abandonné officiellement dans le courant de l'année 2010.
Le 11 février 2011, le tribunal administratif de Nice requiert l'annulation de la délibération du conseil municipal de Nice sur le partenariat des deux orchestres. Ce tribunal rend son délibéré le 4 mai suivant, entérinant le « divorce ».

##### Concert exceptionnel à la Philharmonie
Le 20 février 2016, le chef Wolfgang Doerner organise, avec le soutien de l'association Andantino, et dirige à la nouvelle Philharmonie de Paris, dans sa salle de 2 400 places quasiment pleine, une réunion amicale des orchestres Padeloup et de Cannes, interprétant :
- les Danses populaires roumaines  de Béla Bartók,
- des airs de Porgy and Bess de George Gershwin accompagnés du trio Tortiller,
- Colores de la Cruz del Sur (Intihuatana) de Esteban Benzecry,
- Le Sacre du printemps d'Igor Stravinsky.

##### Concert avec l'orchestre d'Enedis

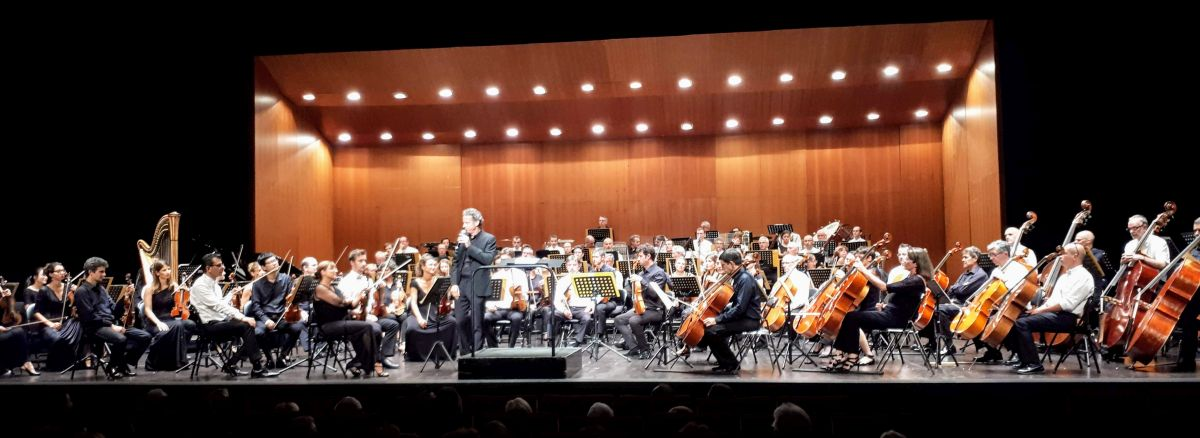
Michaël Cousteau dirige la suite de L'Oiseau de feu

Le 8 septembre 2018, Enedis organise au palais des festivals et des congrès de Cannes, en partenariat avec la ville de Cannes et l'association Andantino, un événement pour fêter les 20 ans de son orchestre d'entreprise, dont les musiciens sont des membres du personnel en se mélangeant avec l'orchestre de Cannes, interprétant, sous la baguette de l'un des directeurs, Benjamin Levy et Michaël Cousteau : la suite de L'Oiseau de feu d'Igor Stravinsky, leur valant une très longue ovation debout.

##### Concert avec comédiens

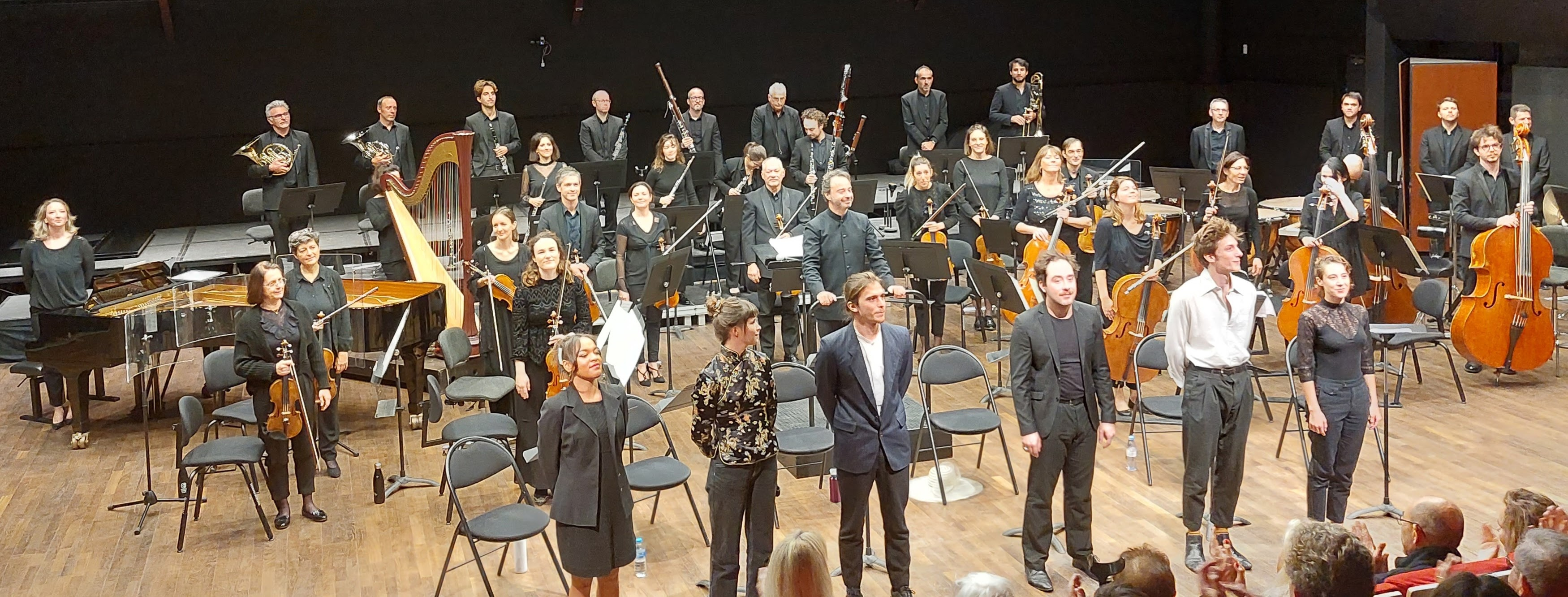
Standing ovation pour l'orchestre et les comédiens Lucian Costa-Pialat, Nina Depays, Hugo Mauve, Jean-Baptiste Mazzucchelli, Alessandro Sanna et Rosine Vokouma

Le 27 novembre 2022, l'Orchestre, sous la direction de Benjamin Lévy, fait revivre, dans l'auditorium des Arlucs, au profit des Restos du Cœur, avec les comédiens de l'ERACM, Richard Strauss et Molière dans son oeuvre du Bourgeois Gentilhomme.

#### Ciné-Concert
Benjamin Levy inaugure en 2022 une série de Ciné-concert, l'orchestre jouant la musique de films en support de la projection de celui-ci.
- le 22 juillet 2022, Les Temps modernes de Charlie Chaplin[106].

### Festivals

#### Les Estivales du Conseil général

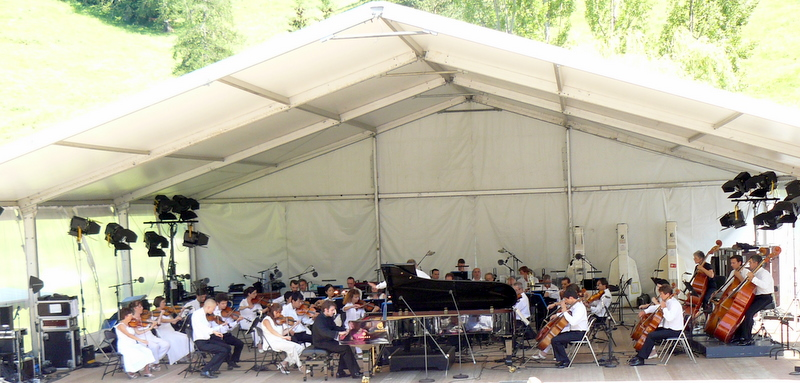
L'Orchestre joue aux champs lors des Folies du lac de La Colmiane, le 18 juillet 2010

Le Conseil départemental des Alpes-Maritimes organise chaque année, en période estivale, de nombreuses manifestations dans tout le département, et plus particulièrement dans l'arrière-pays montagnard, qui a peu accès à la culture[Interprétation personnelle ?].
L'Orchestre y participe activement, donnant des concerts « aux champs » faisant découvrir la musique classique, non seulement aux habitants mais également aux touristes qui fréquentent l'arrière-pays grassois et le parc naturel du massif du Mercantour.
Depuis 2006, en bénéficient les communes de Tourrette-Levens, Saint-Cézaire-sur-Siagne, Valdeblore, Saint-Martin-Vésubie, Gilette, Saint-Étienne-de-Tinée et surtout La Colmiane et ses Folies du lac organisées par le pianiste François-René Duchâble,.

#### C'est pas classique

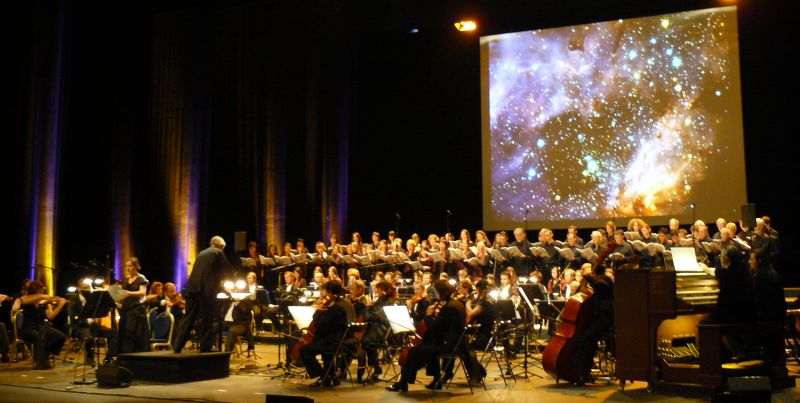
Philippe Bender dirige l'Orchestre pour la Première en France dEcce cor meum

C'est pas classique est une manifestation annuelle pour la musique classique, créée par le Conseil départemental des Alpes-Maritimes, en 2005.
Le 4 novembre 2007, l'Orchestre assure la création française de l'oratorio Ecce Cor Meum de Paul McCartney, écrit en 2006 sous la direction de Philippe Bender, accompagné de la soprano Gaëlle Méchaly, de l'organiste Jacques Taddei et d'un ensemble de chœurs préparé par Alain Joutard : le Chœur départemental, l'Ensemble vocal universitaire et le chœur d'enfants du Conservatoire de Cannes.

### Tournées à l'étranger
L'Orchestre participe à de nombreux festivals en France comme à l'étranger, parmi lesquels on peut citer ceux de Cervo et Turin (Italie), Montreux, Vevey (Suisse), Prades, Besançon, Antibes, Toulon et Menton (France) et réalise en Suisse, Italie, États-Unis, Allemagne, Autriche, Grèce, Japon, Espagne, Brésil, île Maurice et Polynésie française de grandes tournées de concerts.
Après une première tournée en 1983, l'Orchestre se produit à nouveau à Vienne, au Musikverein, en novembre 2011, dans le cadre du festival Jeunesse Musik avec des œuvres de Manuel de Falla et Mendelssohn, accompagnés par le trompettiste hongrois Gábor Boldoczki. Le projet est rendu possible grâce au mécénat du club d’entreprises Andantino.
Parmi les pays visités, la Chine a une place à part, en raison des forts liens d'amitié de l'orchestre et de Philippe Bender, avec Zhong Xu, fils adoptif de Chow Ching Lie, pianiste et directeur de l'orchestre philharmonique de Shanghai. L'orchestre s'y rend en 2004 avec le violoniste Laurent Korcia, interprétant le Concerto pour violon de Beethoven sur le Stradivarius le Zahn (1719) mis à sa disposition par la société LVMH.
En avril 2007, l'orchestre est invité pour inaugurer la semaine franco-chinoise de Shanghai, avec Zhong Xu au piano, dirigeant en même temps l'orchestre pour le Concerto pour piano n° 2 de Beethoven.

## Activités pédagogiques et sociales
En partenariat avec l'Inspection académique des Alpes-Maritimes, l'orchestre participe à l'initiation musicale des élèves en recevant des classes dans sa salle de répétition des Arlucs pour des animations scolaires, en donnant des concerts spécifiques pour les élèves et les collégiens et en collaborant avec le rectorat aux programmes musicaux des lycées.
En 2010, il s'associe également avec l'école supérieure de danse de Cannes Rosella Hightower, en accompagnant les spectacles de ballets.
Le 30 mars 2012, l'orchestre signe un partenariat avec l'Université de Nice Sophia Antipolis visant à promouvoir la musique sur les campus universitaires.
L'Orchestre remplit aussi une mission sociale importante, donnant des concerts dans les hôpitaux pour les enfants, les personnes âgées ou handicapées, et dans les prisons.
Il s'associe régulièrement aux opérations des Restos du cœur, en donnant des concerts dont la recette est entièrement reversée à l'association,.

## MIDEM
Le Marché international de l'édition musicale (MIDEM) est le plus grand rassemblement au monde d'entreprises travaillant dans le secteur de la musique, il se déroule chaque année depuis 1967 à Cannes au palais des festivals. L'Orchestre y est régulièrement invité pour animer la partie classique (MIDEM Classique).
- en 2014, le concert a lieu le 3 février, l'orchestre étant dirigé par Laurent Petitgirard, interprétant des musiques de films composées par lui-même et Michel Magne, Philippe Sarde, Emily Loizeau, Georges Delerue, Antoine Duhamel, Francis Lai, François de Roubaix, Nathaniel Mechaly, Ibrahim Maalouf, Vladimir Cosma.

## Sympho-New
Sympho-New est une académie de jeunes musiciens, créée en décembre 1988 par Philippe Bender et André Peyrègne, directeur du Conservatoire de Nice, qui souhaitent aider de jeunes musiciens de la région à préparer leur avenir professionnel. Une quarantaine d'élèves issus des conservatoires Cannes, Grasse, Antibes, Nice ou de l'Académie de Musique de Monaco, prend place au sein de l'Orchestre, chacun d'eux étant parrainé par le musicien dont il partage le pupitre.
Philippe Bender consacre chaque année de nombreuses séances de travail à ces jeunes élèves qui se produisent ensuite lors de concerts publics au cours duquel les grandes œuvres du répertoire sont abordées. L'Orchestre et le Conseil général des Alpes-Maritimes supportent les charges financières de ces réalisations. Chaque année, des bourses sont attribuées aux jeunes musiciens les plus méritants, leur permettant ainsi d'effectuer des stages de formation auprès de grands professeurs ou de faire l'acquisition d'un instrument. Le président de l'association est Fernand Blanchi, vice-président du Conseil général des Alpes-Maritimes et maire de Valdeblore.
En 2008, Sympho-New fête ses 20 ans avec un concert exceptionnel à Nice, en octobre 2008, avec quelques-uns des solistes anciens élèves : la mezzo Patricia Fernandez, le violoncelliste Frédéric Audibert, la violoniste Saskia Lethiec, la pianiste Sélina Wakabayashi, etc.
En décembre 2009, le concert, auquel participent cinquante-sept élèves des conservatoires de Nice, Cannes, Antibes, Grasse et Menton, met à l'honneur la musique américaine, accompagnant le pianiste Gabriel Tacchino, dans la Rhapsody in Blue de George Gershwin, puis interprétant les danses de West Side Story de Leonard Bernstein, dont Philippe Bender fut l'assistant.
En 2012, la présidence de l'association est dévolue à Pierre Bénard, directeur du Centre spatial de Cannes - Mandelieu.
Le 10 mars 2013, lors d'un concert de saison de l'Orchestre dirigé par Philippe Bender, les jeunes « académiciens » accompagnent « pupitre à pupitre » les musiciens interprétant les préludes de Lohengrin de Richard Wagner. En juin, Sympho-New participe à la 42e édition du festival international « Générations virtuoses » dans le tout nouveau théâtre Anthéa Antipolis. À ce jour, plus de mille élèves ont joué avec l'orchestre et plus de 200 d'entre eux ont embrassé une carrière musicale, dont plusieurs à l'étranger, aux États-Unis ou en Europe.
Le 30 août 2016, la présidence de l’association est reprise par Pierre Lipsky, nouveau directeur du Centre spatial de Cannes - Mandelieu.
Le 17 mars 2017, la soirée Sympho-New est consacrée à la musique de Glenn Miller et ses œuvres célèbres dont Saint Louis Blues, In the Mood, avec à la tête de l'orchestre, le saxophoniste Jean-Christophe Di Costanzo, jouant également en solo, terminant par une œuvre de sa composition : Trois heures à New-York.
En 2021, la direction de la communication de Thales Alenia Space décide de la suppression du mécénat culturel et l'établissement de Cannes arrête le soutien de l'orchestre et Pierre Lipsky laisse la présidence de Sympho-New à Michel Trintignac, trésorier de l'orchestre.
Le dimanche 20 février 2022, Michel Tabachnik, chef invité, dirige un grand concert de l'orchestre de Cannes accompagné des élèves de Sympho-New : "Rivages de l'Aube".

## Effets de la crise
L'orchestre est confronté aux effets de la crise des années 2010, par une baisse des fréquentations lors des concerts, ainsi qu'une baisse des subventions du conseil général et de la Ville de Cannes. Au début de 2015, l'orchestre décide d'enclencher un nouveau projet artistique pour attirer un public différent et trouver de nouvelles recettes. Parmi ces nouveautés, on note :
- des concerts associant l'orchestre à d'autres formes de musique :
  - avec le jazz et le trio Tortiller[132]
- des opérations couplant musique et danse faisant intervenir des formations des écoles de la région, dont un premier concert donné au palais des Festivals de Cannes sur la symphonie fantastique de Berlioz sur laquelle dansaient plus d'une centaine d'écoliers cannois[34]
- des ciné-concerts autour de film muets très anciens
- un concert de Noël avec les jeunes voix de Cannes, élèves de collèges[133].

## Covid-19
En 2020, l'orchestre est aussi victime de la pandémie Covid-19. Toutes les manifestations publiques sont annulées.Mais l'orchestre est bien vivant avec une présence sur les réseaux sociaux et une diffusion sur internet des concerts du Nouvel An pour garder le lien avec le public.

## Distinctions
Le 26 janvier 2005, lors de la cérémonie des Victoires de la musique classique, Philippe Bender et son orchestre régional se voient remettre par Patrick de Carolis et Frédéric Lodéon une Victoire d'honneur pour tout le travail effectué auprès des jeunes, dans la région et à l'international.

## Marraines
L'Orchestre aura plusieurs marraines au cours de sa carrière :
- Brigitte Engerer
- Khatia Buniatishvili, depuis le 15 mars 2015[25],[137].

## Discographie
- Clara Schumann : Concerto en la mineur pour piano et orchestre ; Robert Schumann : Concerto en la mineur pour piano et orchestre - Brigitte Engerer (piano), Philippe Bender (dir.)
- Musique française : Claude Debussy : Petite Suite ; Albert Roussel : Le Festin de l'araignée ; André Jolivet : Les Amants magnifiques ; Jacques Ibert : Divertimento ; Darius Milhaud : Le Bœuf sur le toit - Philippe Bender (dir.)
- Luciano Berio / Franz Schubert : Rendering ; Leonard Bernstein : Méditations pour violoncelle et orchestre ; Jean-Claude Risset : Concerto pour clarinette -  Gary Hoffmann (violoncelle), Michel Lethiec (clarinette), Philippe Bender (dir.)
- Maurice Ravel : Le Tombeau de Couperin, Pavane pour une infante défunte ; Gabriel Fauré : Masques et Bergamasques, Suite Dolly - Philippe Bender (dir.)
- Darius Milhaud : Fantaisie pastorale pour piano et orchestre, Suite provençale, Carnaval d'Aix pour piano et orchestre, Concertino d'hiver pour trombone et orchestre - Jean Douay (trombone), Riccardo Caramella (piano), Philippe Bender (dir.)[138]
- Paul Badura-Skoda (piano) : "Mozart on the Beach", Orchestre symphonique de Cannes, Dir. Wolfgang Dörner, Production Andantino, 2015[139]
- Croisette (Warner Classics) Choc Classica
- Mission Mandoline
- Nuées - Dominique Probst

## Musicologues
De nombreux musicologues s'intéressent à l'orchestre et lui rendent hommage, dont :
- André Peyrègne, directeur du conservatoire à rayonnement régional de Nice
- Aurore Busser, critique artistique de Nice-Matin pendant 40 ans[140]
- Catherine Morschel.